# سامويل سوبراين
سامويل سوبراين (بالفرنسية: Samuel Souprayen)‏ (18 فبراير 1989 في فرنسا - ) هو لاعب كرة قدم فرنسي في مركز الدفاع. شارك مع منتخب فرنسا تحت 18 سنة لكرة القدم ومنتخب فرنسا تحت 19 سنة لكرة القدم ومنتخب فرنسا تحت 20 سنة لكرة القدم ومنتخب فرنسا تحت 21 سنة لكرة القدم. أما مع النوادي، فقد لعب مع ستاد رين ونادي ديجون وهيلاس فيرونا.

## وصلات خارجية
- سامويل سوبراين على موقع رابطة كرة القدم الفرنسية للمحترفين (الإنجليزية)
- سامويل سوبراين على موقع قاعدة بيانات كرة القدم.إي يو (الإنجليزية)
- سامويل سوبراين على موقع ليكيب (الفرنسية)
- سامويل سوبراين على موقع Soccerway.com (الإنجليزية)
- سامويل سوبراين على موقع AS.com (الإسبانية)